# Gran Premio motociclistico del Belgio 1956
Il Gran Premio motociclistico del Belgio fu il terzo appuntamento del motomondiale 1956.
Si svolse l'8 luglio 1956 presso il circuito di Spa-Francorchamps, ed erano in programma tutte le classi (per la prima volta da quando il GP era valido per il Mondiale).
Le gare delle moto sciolte furono dominate dall'MV Agusta, vincitrice con Carlo Ubbiali (in 125 e 250) e John Surtees (in 350 e 500). Geoff Duke, rientrato dalla squalifica che gli aveva fatto saltare i primi due Gran Premi, si ritirò mentre era in testa alla gara della "mezzo litro".
Nei sidecar, vittoria di Wilhelm Noll (BMW).

## Classe 500

### Arrivati al traguardo
| Pos. | Pilota           | Moto      | Tempo        | Punti |
| ---- | ---------------- | --------- | ------------ | ----- |
| 1    | John Surtees     | MV Agusta | 1h 09' 02" 2 | 8     |
| 2    | Walter Zeller    | BMW       | +39"         | 6     |
| 3    | Pierre Monneret  | Gilera    | +1' 28" 5    | 4     |
| 4    | Umberto Masetti  | MV Agusta | +1' 28" 9    | 3     |
| 5    | Alfredo Milani   | Gilera    | +2' 21" 1    | 2     |
| 6    | Auguste Goffin   | Norton    | +3' 40" 7    | 1     |
| 7    | Barry Hodgkinson | Norton    | +3' 57" 5    |       |
| 8    | John Storr       | Norton    | +3' 57" 8    |       |
| 9    | Bob Matthews     | Norton    | +1 giro      |       |
| 10   | Keith Bryen      | Norton    | +1 giro      |       |
| 11   | Eddie Grant      | Norton    | +1 giro      |       |
| 12   | John Grace       | Norton    | +1 giro      |       |
| 13   | Frederick Cook   | Matchless | +1 giro      |       |
| 14   | Michael Roche    | Norton    | +1 giro      |       |
| 15   | Pierre Nicholas  | Norton    | +2 giri      |       |

### Ritirati
| Pilota             | Moto       | Motivo ritiro |
| ------------------ | ---------- | ------------- |
| Raymond Bogaerdt   | Norton     |               |
| Keith Campbell     | Norton     |               |
| Paul Fahey         | Matchless  |               |
| Geoff Duke         | Gilera     |               |
| Bill Lomas         | Moto Guzzi |               |
| Ernst Riedelbauch  | BMW        |               |
| Jackie Wood        | Norton     |               |
| Reg Armstrong      | Gilera     |               |
| Bob Brown          | Matchless  |               |
| Reg Armstrong      | Gilera     |               |
| Firmin Dauwe       | Norton     |               |
| Ken Kavanagh       | Moto Guzzi |               |
| Leen Reehorst      | Norton     |               |
| Günther Borgesdiek | Norton     |               |
| Hans-Günther Jäger | Norton     |               |
| Jules Nies         | Norton     |               |

## Classe 350

### Arrivati al traguardo
| Pos. | Pilota           | Moto       | Tempo     | Punti |
| ---- | ---------------- | ---------- | --------- | ----- |
| 1    | John Surtees     | MV Agusta  | 52' 48" 6 | 8     |
| 2    | August Hobl      | DKW        | +16" 8    | 6     |
| 3    | Cecil Sandford   | DKW        | +48" 1    | 4     |
| 4    | Karl Hofmann     | DKW        |           | 3     |
| 5    | Umberto Masetti  | MV Agusta  |           | 2     |
| 6    | Hans Bartl       | DKW        |           | 1     |
| 7    | Auguste Goffin   | Norton     |           |       |
| 8    | Bob Matthews     | Norton     |           |       |
| 9    | Barry Hodgkinson | Norton     |           |       |
| 10   | John Storr       | Norton     |           |       |
| 11   | Arthur Wheeler   | Moto Guzzi |           |       |
| 12   | Eddie Grant      | Norton     |           |       |

## Classe 250

### Arrivati al traguardo
| Pos. | Pilota               | Moto       | Tempo     | Punti |
| ---- | -------------------- | ---------- | --------- | ----- |
| 1    | Carlo Ubbiali        | MV Agusta  | 45' 11" 9 | 8     |
| 2    | Luigi Taveri         | MV Agusta  | +38" 1    | 6     |
| 3    | Horst Kassner        | NSU        | +1' 41" 2 | 4     |
| 4    | Kees Koster          | NSU        | +2' 59"   | 3     |
| 5    | Lo Simons            | NSU        | +3' 28" 2 | 2     |
| 6    | Jean-Pierre Bayle    | NSU        | +1 giro   | 1     |
| 7    | Karl-Julius Holthaus | NSU        | +1 giro   |       |
| 8    | Tarquinio Provini    | FB Mondial | +1 giro   |       |
| 9    | Siegfried Lohmann    | Adler      | +1 giro   |       |
| 10   | Bill Maddrick        | Moto Guzzi | +1 giro   |       |

## Classe 125
17 piloti alla partenza.

### Arrivati al traguardo
| Pos. | Pilota             | Moto       | Tempo     | Punti |
| ---- | ------------------ | ---------- | --------- | ----- |
| 1    | Carlo Ubbiali      | MV Agusta  | 42' 09" 1 | 8     |
| 2    | Fortunato Libanori | MV Agusta  | +39" 6    | 6     |
| 3    | Pierre Monneret    | Gilera     | +51" 9    | 4     |
| 4    | Luigi Taveri       | MV Agusta  | +2' 04" 5 | 3     |
| 5    | Karl Hofmann       | DKW        | +2' 52" 3 | 2     |
| 6    | John Grace         | Montesa    | +1 giro   | 1     |
| 7    | Lo Simons          | FB Mondial | +2 giri   |       |

## Classe sidecar

### Arrivati al traguardo
| Pos | Pilota             | Passeggero         | Moto   | Tempo     | Punti |
| --- | ------------------ | ------------------ | ------ | --------- | ----- |
| 1   | Wilhelm Noll       | Fritz Cron         | BMW    | 43' 17" 5 | 8     |
| 2   | Peter 'Pip' Harris | Ray Campbell       | Norton | +35" 5    | 6     |
| 3   | Bob Mitchell       | Eric Bliss         | Norton | +40" 2    | 4     |
| 4   | Fritz Hillebrand   | Manfred Grunwald   | BMW    | +43" 5    | 3     |
| 5   | Helmut Fath        | Emil Ohr           | BMW    | +2' 02" 9 | 2     |
| 6   | Jacques Drion      | Inge Stoll-Laforge | BMW    | +2' 13" 6 | 1     |
| 7   | Jack Wijns         | Jean Verwoot       | BMW    | +3' 57" 9 |       |
| 8   | Walter Schneider   | Hans Strauß        | BMW    |           |       |
| 9   | Marcel Beauvais    | André Coudert      | Norton |           |       |
| 10  | Pierrot Vervroegen | Raymond Bogaerdt   | Norton |           |       |

## Fonti e bibliografia
- Corriere dello Sport, 9 luglio 1956, pag. 7.
- Risultati della 500 su autosport.com, su autosport.com.